# غارفين ألستون
غارفين ألستون (بالإنجليزية: Garvin Alston)‏ هو لاعب كرة قاعدة أمريكي، ولد في 8 ديسمبر 1971 في ماونت فيرنون في الولايات المتحدة.

## وصلات خارجية
- غارفين ألستون على موقعبيزبول رفرنس.كوم (الدوري الرئيسي) (الإنجليزية)
- غارفين ألستون على موقعبيزبول رفرنس.كوم (الدوري الثانوي) (الإنجليزية)
- غارفين ألستون على موقع مشجعي الرسوم البيانية (الإنجليزية)